# ア・セカンド・トゥ・ミッドナイト
「ア・セカンド・トゥ・ミッドナイト」(A Second to Midnight)は、オーストラリアの歌手カイリー・ミノーグとイギリスの歌手イヤーズ・アンド・イヤーズのデュエット曲。カイリーのアルバム『ディスコ』の再発盤「ゲスト・リスト・エディション」に新曲として追加され、シングルとしてもリリースされた。イヤーズ・アンド・イヤーズのアルバム『ナイト・コール』のデラックス・エディションのボーナストラックとしても収録されている。
ビデオはロンドンのイズリントン区にあるコリンズ・ミュージック・ホールで撮影された。

## トラックリスト
| #  | タイトル                                     | 作詞 | 作曲・編曲 | 時間 |
| -- | -------------------------------------------- | ---- | ---------- | ---- |
| 1. | 「A Second to Midnight (Jodie Harsh Remix)」 |      |            | 3:30 |

## チャート成績
| チャート（2021年）              | 最高順位 |
| ------------------------------- | -------- |
| 日本（Billboard Japan Hot 100） | 8        |